# Don Lucas
Don Lucas är en ort i Mexiko.   Den ligger i kommunen Tolimán och delstaten Querétaro Arteaga, i den centrala delen av landet, 180 km nordväst om huvudstaden Mexico City. Don Lucas ligger 1 613 meter över havet och antalet invånare är 218.
Terrängen runt Don Lucas är huvudsakligen kuperad, men åt sydost är den platt. Don Lucas ligger nere i en dal. Runt Don Lucas är det ganska glesbefolkat, med 28 invånare per kvadratkilometer. Närmaste större samhälle är Colón, 14,7 km sydväst om Don Lucas. Trakten runt Don Lucas består i huvudsak av gräsmarker.